# Xinzha Lu
Xinzha Lu (chiń. 新闸路站) – stacja metra w Szanghaju, na linii 1. Zlokalizowana jest pomiędzy stacjami Hanzhong Lu i Renmin Guangchang. Została otwarta 10 kwietnia 1995.